# Jan Elburg
Joannes Gommert Elburg (Wemeldinge, 30 de novembre 1919 — Amsterdam, 13 d'agost 1992) també conegut com a Jan G. Elburg era un poeta neerlandès. Pertany al grup d'escriptors i poetes en llengua neerlandesa anomenat Vijftigers («la generació cinquanta»).
Va debutar el 1942 a la revista literària Criterium amb uns poemes més aviat tradicionals. Va treballar a un laboratori químic i des de 1945 com escriptor de material publicitari i després a la Gerrit Rietveld Academie, una escola superior d'arts visuals i disseny a Amsterdam. No li va agradar la línia tradicional de Criterium i va freqüentar el grup de pintors Cobra i els poetes experimentals Lucebert i Gerrit Kouwenaar de la «generació cinquanta».
El 1948 va ser el primer guardonat amb el premi Jan Campert amb el seu recull Klein t(er)reurspel. El 1976 va rebre el premi Constantijn Huygens per a la seva trajectòria literària.
| «                    | La poesia de Jan Elburg era —malgrat les seves preocupacions socialistes al recull Laag Tibet (1952)— cap a la fi poesia cortesa, una versió del segle xx de l'art líric dels trobadors, un obra magistral pel seu ús virtuós i eròtic de la llengua | » |
| — Wiel Kusters, 1992 | |   |